# كاميرون كريستاني
كاميرون كريستاني (بالإنجليزية: Cameron Crestani)‏ (18 أبريل 1996 في أستراليا - ) هو لاعب كرة قدم أسترالي في مركز الدفاع.

## روابط خارجية
- كاميرون كريستاني على موقع قاعدة بيانات كرة القدم.إي يو (الإنجليزية)
- كاميرون كريستاني على موقع Soccerway.com (الإنجليزية)